# Lactoria cornuta
 (енгл. longhorn cowfish − дугорога риба крава) је морска риба из породице Ostraciidae, препознатљива по дугим роговима који се налазе на предњој страни главе, попут краве или бика. Ова породица садржи 34 врсте. Становници су индо-пацифичког региона и могу нарасти до 50 центиметара. Може се пронаћи у тропским и суптропским водама.
Одрасле јединке су обично територијалне и живе самотњачки, а обитавају до дубине од 50 метара. Хране се разним алгама, микроорганизмима, безкичмењацима и храном биљног поријекла. Уплашена јединка може кроз кожу излучити острациотоксин, отров којим се у природи брани од предатора. Овај отров, уколико га риба излучи у акваријуму, може изазвати помор осталих риба и других организама. Када је то неопходно, отров се синтетизира у кожи рибе. 

## Опис
Не постоји познати полни диморфизам, тако да и мушка и женска јединка показује жуту или маслинасту базну боју, украшену бијелим или плавкастим мрљама. Јавља се упарено удварање прије или послије заласка сунца. Јаја и ихтиопланктон су пелагични. 
Једна карактеристика која разликује ову рибу од осталих јесте недостатак шкржног поклопца, који је у овом случају замијењен малим прорезом или рупом. Њихова јединствена и специфична метода пливања, која се назива острациформно пливање, чини да изгледају као да лебде. Ове рибе не посједују карлични скелет, па им недостају карличне пераје. Ове рибе су веома спори пливачи, па се лако могу ухватити рукама. 
Ако је под стресом или уколико је уплашена, ова врста може излучити смртоносни токсин, који служи за одбрану од предатора. 
Сматра се да су се рогови ове врсте развили да би отежали гутање предаторима, и уопште у сврху одбране. Уколико се оштете, ови рогови могу нарасти у року од неколико мјесеци. Углавном су шупљи и сачињени од колагених влакана.

## Распрострањеност и станиште
Основно станиште су јој корални гребени у лагунама и на заштићеним морским гребенима. Домет дубине коју насељава ова риба јесте отприлике до педесет метара. Насељавају Црвено море и воде источне обале Африке, преко Индонезије и Маркиских острва, па до југа Јапана. Станиште ове јединке укључује и Архипелаг Туамоту, Јужну Кореју, па чак и Аустралију. 